# Golden Globe Award för bästa regi
Detta är en lista över vilka som har tilldelats en Golden Globe Award för bästa regi. I följande lista är de första, fetmarkerade titlarna på färgad bakgrund vinnare, resten är nominerade. Året är det år då filmerna hade premiär.

## Vinnare och nominerade

### 1940-talet
| År               | Film                 | Regissör     |
| ---------------- | -------------------- | ------------ |
| 1943 (1:a)       | Sången om Bernadette | Henry King   |
| 1944 (2:a)       | Vandra min väg       | Leo McCarey  |
| 1945 (3:e)       | Förspillda dagar     | Billy Wilder |
| 1946 (4:e)       | Livet är underbart   | Frank Capra  |
| 1947 (5:e)       | Tyst överenskommelse | Elia Kazan   |
| 1948 (6:e)       | Sierra Madres skatt  | John Huston  |
| 1949 (7:e)       |                      |              |
| Alla kungens män | Robert Rossen        |              |
| Arvtagerskan     | William Wyler        |              |

### 1950-talet
| År                           | Film                    | Regissör             |
| 1950 (8:e)                   |                         |                      |
| ---------------------------- | ----------------------- | -------------------- |
| 1950 (8:e)                   | Sunset Boulevard        | Billy Wilder         |
| 1950 (8:e)                   | Allt om Eva             | Joseph L. Mankiewicz |
| 1950 (8:e)                   | Född i går              | George Cukor         |
| 1950 (8:e)                   | I asfaltens djungel     | John Huston          |
| 1951 (9:e)                   |                         |                      |
| En handelsresandes död       | László Benedek          |                      |
| En amerikan i Paris          | Vincente Minnelli       |                      |
| En plats i solen             | George Stevens          |                      |
| 1952 (10:e)                  |                         |                      |
| Världens största show        | Cecil B. DeMille        |                      |
| Hans vilda fru               | John Ford               |                      |
| Hela världen är förälskad    | Richard Fleischer       |                      |
| 1953 (11:e)                  | Härifrån till evigheten | Fred Zinnemann       |
| 1954 (12:e)                  | Storstadshamn           | Elia Kazan           |
| 1955 (13:e)                  | Utflykt i det gröna     | Joshua Logan         |
| 1956 (14:e)                  |                         |                      |
| Baby Doll                    | Elia Kazan              |                      |
| Han som älskade livet        | Vincente Minnelli       |                      |
| Jorden runt på 80 dagar      | Michael Anderson        |                      |
| Jätten                       | George Stevens          |                      |
| Krig och fred                | King Vidor              |                      |
| 1957 (15:e)                  |                         |                      |
| Bron över floden Kwai        | David Lean              |                      |
| 12 edsvurna män              | Sidney Lumet            |                      |
| En handfull snö              | Fred Zinnemann          |                      |
| Sayonara                     | Joshua Logan            |                      |
| Åklagarens vittne            | Billy Wilder            |                      |
| 1958 (16:e)                  |                         |                      |
| Gigi, ett lättfärdigt stycke | Vincente Minnelli       |                      |
| Jag vill leva!               | Robert Wise             |                      |
| Katt på hett plåttak         | Richard Brooks          |                      |
| Kedjan                       | Stanley Kramer          |                      |
| Vid skilda bord              | Delbert Mann            |                      |
| 1959 (17:e)                  |                         |                      |
| Ben-Hur                      | William Wyler           |                      |
| Analys av ett mord           | Otto Preminger          |                      |
| Anne Franks dagbok           | George Stevens          |                      |
| Nunnan                       | Fred Zinnemann          |                      |
| På stranden                  | Stanley Kramer          |                      |

### 1960-talet
| År                              | Film                         | Regissör        |
| 1960 (18:e)                     |                              |                 |
| ------------------------------- | ---------------------------- | --------------- |
| 1960 (18:e)                     | Söner och älskare            | Jack Cardiff    |
| 1960 (18:e)                     | Elmer Gantry                 | Richard Brooks  |
| 1960 (18:e)                     | Spartacus                    | Stanley Kubrick |
| 1960 (18:e)                     | Ungkarlslyan                 | Billy Wilder    |
| 1960 (18:e)                     | Viddernas vagabond           | Fred Zinnemann  |
| 1961 (19:e)                     |                              |                 |
| Dom i Nürnberg                  | Stanley Kramer               |                 |
| El Cid                          | Anthony Mann                 |                 |
| Kanonerna på Navarone           | J. Lee Thompson              |                 |
| Ryktet                          | William Wyler                |                 |
| West Side Story                 | Robert Wise & Jerome Robbins |                 |
| 1962 (20:e)                     |                              |                 |
| Lawrence av Arabien             | David Lean                   |                 |
| Dagen efter rosorna             | Blake Edwards                |                 |
| Det fördolda                    | John Huston                  |                 |
| Dr. Chapmans rapport            | George Cukor                 |                 |
| Gypsy                           | Mervyn LeRoy                 |                 |
| Hjärntvättad                    | John Frankenheimer           |                 |
| Lolita                          | Stanley Kubrick              |                 |
| Los hermanos Del Hierro         | Ismael Rodríguez             |                 |
| The Music Man                   | Morton DaCosta               |                 |
| Skuggor över Södern             | Robert Mulligan              |                 |
| Ung mans äventyr                | Martin Ritt                  |                 |
| 1963 (21:a)                     |                              |                 |
| Amerika Amerika                 | Elia Kazan                   |                 |
| Cleopatra                       | Joseph L. Mankiewicz         |                 |
| Det spökar på Hill House        | Robert Wise                  |                 |
| Inspärrad                       | Hall Bartlett                |                 |
| Kardinalen                      | Otto Preminger               |                 |
| Tom Jones                       | Tony Richardson              |                 |
| Uppdrag i Östern                | George Englund               |                 |
| Vildast av dem alla             | Martin Ritt                  |                 |
| 1964 (22:a)                     |                              |                 |
| My Fair Lady                    | George Cukor                 |                 |
| 7 dagar i maj                   | John Frankenheimer           |                 |
| Becket                          | Peter Glenville              |                 |
| Iguanans natt                   | John Huston                  |                 |
| Zorba                           | Michael Cacoyannis           |                 |
| 1965 (23:e)                     |                              |                 |
| Doktor Zjivago                  | David Lean                   |                 |
| Darling                         | John Schlesinger             |                 |
| En strimma solsken              | Guy Green                    |                 |
| Samlaren                        | William Wyler                |                 |
| Sound of Music                  | Robert Wise                  |                 |
| 1966 (24:e)                     |                              |                 |
| En man för alla tider           | Fred Zinnemann               |                 |
| En man och en kvinna            | Claude Lelouch               |                 |
| Fallet Alfie                    | Lewis Gilbert                |                 |
| Kanonbåten San Pablo            | Robert Wise                  |                 |
| Vem är rädd för Virginia Woolf? | Mike Nichols                 |                 |
| 1967 (25:e)                     |                              |                 |
| Mandomsprovet                   | Mike Nichols                 |                 |
| Bonnie och Clyde                | Arthur Penn                  |                 |
| Gissa vem som kommer på middag  | Stanley Kramer               |                 |
| I nattens hetta                 | Norman Jewison               |                 |
| Räven                           | Mark Rydell                  |                 |
| 1968 (26:e)                     |                              |                 |
| Rachel, Rachel                  | Paul Newman                  |                 |
| Funny Girl                      | William Wyler                |                 |
| Oliver!                         | Carol Reed                   |                 |
| Romeo och Julia                 | Franco Zeffirelli            |                 |
| Så tuktas ett lejon             | Anthony Harvey               |                 |
| 1969 (27:e)                     |                              |                 |
| De tusen dagarnas drottning     | Charles Jarrott              |                 |
| Hello, Dolly                    | Gene Kelly                   |                 |
| Midnight Cowboy                 | John Schlesinger             |                 |
| När man skjuter hästar så...    | Sydney Pollack               |                 |
| Santa Vittorias hemlighet       | Stanley Kramer               |                 |

### 1970-talet
| År                                       | Film                     | Regissör              |
| 1970 (28:e)                              |                          |                       |
| ---------------------------------------- | ------------------------ | --------------------- |
| 1970 (28:e)                              | Love Story               | Arthur Hiller         |
| 1970 (28:e)                              | Five Easy Pieces         | Bob Rafelson          |
| 1970 (28:e)                              | M*A*S*H                  | Robert Altman         |
| 1970 (28:e)                              | När kvinnor älskar       | Ken Russell           |
| 1970 (28:e)                              | Patton – Pansargeneralen | Franklin J. Schaffner |
| 1971 (29:e)                              |                          |                       |
| French Connection – Lagens våldsamma män | William Friedkin         |                       |
| Clockwork Orange                         | Stanley Kubrick          |                       |
| Den sista föreställningen                | Peter Bogdanovich        |                       |
| Sommaren '42                             | Robert Mulligan          |                       |
| Spelman på taket                         | Norman Jewison           |                       |
| 1972 (30:e)                              |                          |                       |
| Gudfadern                                | Francis Ford Coppola     |                       |
| Avanti!                                  | Billy Wilder             |                       |
| Cabaret                                  | Bob Fosse                |                       |
| Den sista färden                         | John Boorman             |                       |
| Frenzy                                   | Alfred Hitchcock         |                       |
| 1973 (31:a)                              |                          |                       |
| Exorcisten                               | William Friedkin         |                       |
| Paper Moon                               | Peter Bogdanovich        |                       |
| Schakalen                                | Fred Zinnemann           |                       |
| Sista natten med gänget                  | George Lucas             |                       |
| Sista tangon i Paris                     | Bernardo Bertolucci      |                       |
| 1974 (32:a)                              |                          |                       |
| Chinatown                                | Roman Polański           |                       |
| Avlyssningen                             | Francis Ford Coppola     |                       |
| En kvinna under påverkan                 | John Cassavetes          |                       |
| Gudfadern del II                         | Francis Ford Coppola     |                       |
| Lenny Bruce                              | Bob Fosse                |                       |
| 1975 (33:e)                              |                          |                       |
| Gökboet                                  | Miloš Forman             |                       |
| Barry Lyndon                             | Stanley Kubrick          |                       |
| En satans eftermiddag                    | Sidney Lumet             |                       |
| Hajen                                    | Steven Spielberg         |                       |
| Nashville                                | Robert Altman            |                       |
| 1976 (34:e)                              |                          |                       |
| Network                                  | Sidney Lumet             |                       |
| Alla presidentens män                    | Alan J. Pakula           |                       |
| Maratonmannen                            | John Schlesinger         |                       |
| Rocky                                    | John G. Avildsen         |                       |
| Woody Guthrie - lyckans land             | Hal Ashby                |                       |
| 1977 (35:e)                              |                          |                       |
| Vändpunkten                              | Herbert Ross             |                       |
| Annie Hall                               | Woody Allen              |                       |
| Julia                                    | Fred Zinnemann           |                       |
| Närkontakt av tredje graden              | Steven Spielberg         |                       |
| Stjärnornas krig                         | George Lucas             |                       |
| 1978 (36:e)                              |                          |                       |
| Deer Hunter                              | Michael Cimino           |                       |
| En fri kvinna                            | Paul Mazursky            |                       |
| Hemkomsten                               | Hal Ashby                |                       |
| Himmelska dagar                          | Terrence Malick          |                       |
| Interiors                                | Woody Allen              |                       |
| Midnight Express                         | Alan Parker              |                       |
| 1979 (37:e)                              |                          |                       |
| Apocalypse                               | Francis Ford Coppola     |                       |
| Kinasyndromet                            | James Bridges            |                       |
| Kramer mot Kramer                        | Robert Benton            |                       |
| Loppet är kört                           | Peter Yates              |                       |
| Välkommen Mr. Chance!                    | Hal Ashby                |                       |

### 1980-talet
| År                              | Film                 | Regissör        |
| 1980 (38:e)                     |                      |                 |
| ------------------------------- | -------------------- | --------------- |
| 1980 (38:e)                     | En familj som andra  | Robert Redford  |
| 1980 (38:e)                     | Elefantmannen        | David Lynch     |
| 1980 (38:e)                     | Stuntmannen          | Richard Rush    |
| 1980 (38:e)                     | Tess                 | Roman Polański  |
| 1980 (38:e)                     | Tjuren från Bronx    | Martin Scorsese |
| 1981 (39:e)                     |                      |                 |
| Reds                            | Warren Beatty        |                 |
| Atlantic City, U.S.A.           | Louis Malle          |                 |
| Jakten på den försvunna skatten | Steven Spielberg     |                 |
| Prince of the City              | Sidney Lumet         |                 |
| Ragtime                         | Miloš Forman         |                 |
| Sista sommaren                  | Mark Rydell          |                 |
| 1982 (40:e)                     |                      |                 |
| Gandhi                          | Richard Attenborough |                 |
| Domslutet                       | Sidney Lumet         |                 |
| E.T. the Extra-Terrestrial      | Steven Spielberg     |                 |
| Försvunnen                      | Costa-Gavras         |                 |
| Tootsie                         | Sydney Pollack       |                 |
| 1983 (41:a)                     |                      |                 |
| Yentl                           | Barbra Streisand     |                 |
| Fanny och Alexander             | Ingmar Bergman       |                 |
| På nåd och onåd                 | Bruce Beresford      |                 |
| Påklädaren                      | Peter Yates          |                 |
| Silkwood                        | Mike Nichols         |                 |
| Ömhetsbevis                     | James L. Brooks      |                 |
| 1984 (42:a)                     |                      |                 |
| Amadeus                         | Miloš Forman         |                 |
| Cotton Club                     | Francis Ford Coppola |                 |
| Dödens fält                     | Roland Joffé         |                 |
| En färd till Indien             | David Lean           |                 |
| Once Upon a Time in America     | Sergio Leone         |                 |
| 1985 (43:e)                     |                      |                 |
| Prizzis heder                   | John Huston          |                 |
| A Chorus Line                   | Richard Attenborough |                 |
| Mitt Afrika                     | Sydney Pollack       |                 |
| Purpurfärgen                    | Steven Spielberg     |                 |
| Vittne till mord                | Peter Weir           |                 |
| 1986 (44:e)                     |                      |                 |
| Plutonen                        | Oliver Stone         |                 |
| Ett rum med utsikt              | James Ivory          |                 |
| Hannah och hennes systrar       | Woody Allen          |                 |
| The Mission                     | Roland Joffé         |                 |
| Stand by Me                     | Rob Reiner           |                 |
| 1987 (45:e)                     |                      |                 |
| Den siste kejsaren              | Bernardo Bertolucci  |                 |
| Broadcast News – nyhetsfeber    | James L. Brooks      |                 |
| Ett rop på frihet               | Richard Attenborough |                 |
| Farlig förbindelse              | Adrian Lyne          |                 |
| Hope and Glory                  | John Boorman         |                 |
| 1988 (46:e)                     |                      |                 |
| Bird                            | Clint Eastwood       |                 |
| Ett skrik i mörkret             | Fred Schepisi        |                 |
| Flykt utan mål                  | Sidney Lumet         |                 |
| Mississippi brinner             | Alan Parker          |                 |
| Rain Man                        | Barry Levinson       |                 |
| Working Girl                    | Mike Nichols         |                 |
| 1989 (47:e)                     |                      |                 |
| Född den fjärde juli            | Oliver Stone         |                 |
| Do the Right Thing              | Spike Lee            |                 |
| Döda poeters sällskap           | Peter Weir           |                 |
| När Harry träffade Sally...     | Rob Reiner           |                 |
| Ärans män                       | Edward Zwick         |                 |

### 1990-talet
| År                               | Film                 | Regissör             |
| 1990 (48:e)                      |                      |                      |
| -------------------------------- | -------------------- | -------------------- |
| 1990 (48:e)                      | Dansar med vargar    | Kevin Costner        |
| 1990 (48:e)                      | Den skyddande himlen | Bernardo Bertolucci  |
| 1990 (48:e)                      | Gudfadern del III    | Francis Ford Coppola |
| 1990 (48:e)                      | Maffiabröder         | Martin Scorsese      |
| 1990 (48:e)                      | Mysteriet von Bülow  | Barbet Schroeder     |
| 1991 (49:e)                      |                      |                      |
| JFK                              | Oliver Stone         |                      |
| Bugsy                            | Barry Levinson       |                      |
| Fisher King                      | Terry Gilliam        |                      |
| När lammen tystnar               | Jonathan Demme       |                      |
| Tidvattnets furste               | Barbra Streisand     |                      |
| 1992 (50:e)                      |                      |                      |
| De skoningslösa                  | Clint Eastwood       |                      |
| Där floden flyter fram           | Robert Redford       |                      |
| Howards End                      | James Ivory          |                      |
| På heder och samvete             | Rob Reiner           |                      |
| Spelaren                         | Robert Altman        |                      |
| 1993 (51:a)                      |                      |                      |
| Schindler's List                 | Steven Spielberg     |                      |
| Jagad                            | Andrew Davis         |                      |
| Oskuldens tid                    | Martin Scorsese      |                      |
| Pianot                           | Jane Campion         |                      |
| Återstoden av dagen              | James Ivory          |                      |
| 1994 (52:a)                      |                      |                      |
| Forrest Gump                     | Robert Zemeckis      |                      |
| Höstlegender                     | Edward Zwick         |                      |
| Natural Born Killers             | Oliver Stone         |                      |
| Pulp Fiction                     | Quentin Tarantino    |                      |
| Quiz Show                        | Robert Redford       |                      |
| 1995 (53:e)                      |                      |                      |
| Braveheart                       | Mel Gibson           |                      |
| Apollo 13                        | Ron Howard           |                      |
| Casino                           | Martin Scorsese      |                      |
| Farväl Las Vegas                 | Mike Figgis          |                      |
| Förnuft och känsla               | Ang Lee              |                      |
| Presidenten och miss Wade        | Rob Reiner           |                      |
| 1996 (54:e)                      |                      |                      |
| Larry Flynt – skandalernas man   | Miloš Forman         |                      |
| Den engelske patienten           | Anthony Minghella    |                      |
| Evita                            | Alan Parker          |                      |
| Fargo                            | Joel Coen            |                      |
| Shine                            | Scott Hicks          |                      |
| 1997 (55:e)                      |                      |                      |
| Titanic                          | James Cameron        |                      |
| Amistad                          | Steven Spielberg     |                      |
| Boxaren                          | Jim Sheridan         |                      |
| L.A. konfidentiellt              | Curtis Hanson        |                      |
| Livet från den ljusa sidan       | James L. Brooks      |                      |
| 1998 (56:e)                      |                      |                      |
| Rädda menige Ryan                | Steven Spielberg     |                      |
| Elizabeth                        | Shekhar Kapur        |                      |
| Mannen som kunde tala med hästar | Robert Redford       |                      |
| Shakespeare in Love              | John Madden          |                      |
| Truman Show                      | Peter Weir           |                      |
| 1999 (57:e)                      |                      |                      |
| American Beauty                  | Sam Mendes           |                      |
| The Hurricane                    | Norman Jewison       |                      |
| Insider                          | Michael Mann         |                      |
| Slutet på historien              | Neil Jordan          |                      |
| The Talented Mr. Ripley          | Anthony Minghella    |                      |

### 2000-talet
| År                                              | Film                           | Regissör          |
| 2000 (58:e)                                     |                                |                   |
| ----------------------------------------------- | ------------------------------ | ----------------- |
| 2000 (58:e)                                     | Crouching Tiger, Hidden Dragon | Ang Lee           |
| 2000 (58:e)                                     | Erin Brockovich                | Steven Soderbergh |
| 2000 (58:e)                                     | Gladiator                      | Ridley Scott      |
| 2000 (58:e)                                     | Sunshine                       | István Szabó      |
| 2000 (58:e)                                     | Traffic                        | Steven Soderbergh |
| 2001 (59:e)                                     |                                |                   |
| Gosford Park                                    | Robert Altman                  |                   |
| A Beautiful Mind                                | Ron Howard                     |                   |
| A.I. – Artificiell Intelligens                  | Steven Spielberg               |                   |
| Moulin Rouge!                                   | Baz Luhrmann                   |                   |
| Mulholland Drive                                | David Lynch                    |                   |
| Sagan om ringen: Härskarringen                  | Peter Jackson                  |                   |
| 2002 (60:e)                                     |                                |                   |
| Gangs of New York                               | Martin Scorsese                |                   |
| About Schmidt                                   | Alexander Payne                |                   |
| Adaptation.                                     | Spike Jonze                    |                   |
| Chicago                                         | Rob Marshall                   |                   |
| Sagan om de två tornen                          | Peter Jackson                  |                   |
| Timmarna                                        | Stephen Daldry                 |                   |
| 2003 (61:a)                                     |                                |                   |
| Sagan om konungens återkomst                    | Peter Jackson                  |                   |
| Lost in Translation                             | Sofia Coppola                  |                   |
| Master and Commander – Bortom världens ände     | Peter Weir                     |                   |
| Mystic River                                    | Clint Eastwood                 |                   |
| Åter till Cold Mountain                         | Anthony Minghella              |                   |
| 2004 (62:a)                                     |                                |                   |
| Million Dollar Baby                             | Clint Eastwood                 |                   |
| The Aviator                                     | Martin Scorsese                |                   |
| Closer                                          | Mike Nichols                   |                   |
| Finding Neverland                               | Marc Forster                   |                   |
| Sideways                                        | Alexander Payne                |                   |
| 2005 (63:e)                                     |                                |                   |
| Brokeback Mountain                              | Ang Lee                        |                   |
| The Constant Gardener                           | Fernando Meirelles             |                   |
| Good Night, and Good Luck.                      | George Clooney                 |                   |
| King Kong                                       | Peter Jackson                  |                   |
| Match Point                                     | Woody Allen                    |                   |
| München                                         | Steven Spielberg               |                   |
| 2006 (64:e)                                     |                                |                   |
| The Departed                                    | Martin Scorsese                |                   |
| Babel                                           | Alejandro González Iñárritu    |                   |
| Flags of Our Fathers                            | Clint Eastwood                 |                   |
| Letters from Iwo Jima                           | Clint Eastwood                 |                   |
| The Queen                                       | Stephen Frears                 |                   |
| 2007 (65:e)                                     |                                |                   |
| Fjärilen i glaskupan                            | Julian Schnabel                |                   |
| American Gangster                               | Ridley Scott                   |                   |
| Försoning                                       | Joe Wright                     |                   |
| No Country for Old Men                          | Joel och Ethan Coen            |                   |
| Sweeney Todd - The Demon Barber of Fleet Street | Tim Burton                     |                   |
| 2008 (66:e)                                     |                                |                   |
| Slumdog Millionaire                             | Danny Boyle                    |                   |
| Benjamin Buttons otroliga liv                   | David Fincher                  |                   |
| Frost/Nixon                                     | Ron Howard                     |                   |
| The Reader                                      | Stephen Daldry                 |                   |
| Revolutionary Road                              | Sam Mendes                     |                   |
| 2009 (67:e)                                     |                                |                   |
| Avatar                                          | James Cameron                  |                   |
| The Hurt Locker                                 | Kathryn Bigelow                |                   |
| Inglourious Basterds                            | Quentin Tarantino              |                   |
| Invictus – de oövervinneliga                    | Clint Eastwood                 |                   |
| Up in the Air                                   | Jason Reitman                  |                   |

### 2010-talet
| År                                               | Film                        | Regissör          |
| 2010 (68:e)                                      |                             |                   |
| ------------------------------------------------ | --------------------------- | ----------------- |
| 2010 (68:e)                                      | Social Network              | David Fincher     |
| 2010 (68:e)                                      | Black Swan                  | Darren Aronofsky  |
| 2010 (68:e)                                      | The Fighter                 | David O. Russell  |
| 2010 (68:e)                                      | Inception                   | Christopher Nolan |
| 2010 (68:e)                                      | The King's Speech           | Tom Hooper        |
| 2011 (69:e)                                      |                             |                   |
| Hugo Cabret                                      | Martin Scorsese             |                   |
| The Artist                                       | Michel Hazanavicius         |                   |
| The Descendants                                  | Alexander Payne             |                   |
| Maktens män                                      | George Clooney              |                   |
| Midnatt i Paris                                  | Woody Allen                 |                   |
| 2012 (70:e)                                      |                             |                   |
| Argo                                             | Ben Affleck                 |                   |
| Berättelsen om Pi                                | Ang Lee                     |                   |
| Django Unchained                                 | Quentin Tarantino           |                   |
| Lincoln                                          | Steven Spielberg            |                   |
| Zero Dark Thirty                                 | Kathryn Bigelow             |                   |
| 2013 (71:a)                                      |                             |                   |
| Gravity                                          | Alfonso Cuarón              |                   |
| 12 Years a Slave                                 | Steve McQueen               |                   |
| American Hustle                                  | David O. Russell            |                   |
| Captain Phillips                                 | Paul Greengrass             |                   |
| Nebraska                                         | Alexander Payne             |                   |
| 2014 (72:a)                                      |                             |                   |
| Boyhood                                          | Richard Linklater           |                   |
| Birdman: Or (The Unexpected Virtue of Ignorance) | Alejandro González Iñárritu |                   |
| Gone Girl                                        | David Fincher               |                   |
| The Grand Budapest Hotel                         | Wes Anderson                |                   |
| Selma                                            | Ava DuVernay                |                   |
| 2015 (73:e)                                      |                             |                   |
| The Revenant                                     | Alejandro González Iñárritu |                   |
| Carol                                            | Todd Haynes                 |                   |
| Mad Max: Fury Road                               | George Miller               |                   |
| The Martian                                      | Ridley Scott                |                   |
| Spotlight                                        | Tom McCarthy                |                   |
| 2016 (74:e)                                      |                             |                   |
| La La Land                                       | Damien Chazelle             |                   |
| Hacksaw Ridge                                    | Mel Gibson                  |                   |
| Manchester by the Sea                            | Kenneth Lonergan            |                   |
| Moonlight                                        | Barry Jenkins               |                   |
| Nocturnal Animals                                | Tom Ford                    |                   |
| 2017 (75:e)                                      |                             |                   |
| The Shape of Water                               | Guillermo del Toro          |                   |
| All the Money in the World                       | Ridley Scott                |                   |
| Dunkirk                                          | Christopher Nolan           |                   |
| The Post                                         | Steven Spielberg            |                   |
| Three Billboards Outside Ebbing, Missouri        | Martin McDonagh             |                   |
| 2018 (76:e)                                      |                             |                   |
| Roma                                             | Alfonso Cuarón              |                   |
| BlacKkKlansman                                   | Spike Lee                   |                   |
| Green Book                                       | Peter Farrelly              |                   |
| A Star Is Born                                   | Bradley Cooper              |                   |
| Vice                                             | Adam McKay                  |                   |
| 2019 (77:e)                                      |                             |                   |
| 1917                                             | Sam Mendes                  |                   |
| The Irishman                                     | Martin Scorsese             |                   |
| Joker                                            | Todd Phillips               |                   |
| Once Upon a Time in Hollywood                    | Quentin Tarantino           |                   |
| Parasit                                          | Bong Joon-ho                |                   |

### 2020-talet
| År                                | Film                           | Regissör        |
| 2020 (78:e)                       |                                |                 |
| --------------------------------- | ------------------------------ | --------------- |
| 2020 (78:e)                       | Nomadland                      | Chloé Zhao      |
| 2020 (78:e)                       | Mank                           | David Fincher   |
| 2020 (78:e)                       | One Night in Miami             | Regina King     |
| 2020 (78:e)                       | Promising Young Woman          | Emerald Fennell |
| 2020 (78:e)                       | The Trial of the Chicago 7     | Aaron Sorkin    |
| 2021 (79:e)                       |                                |                 |
| The Power of the Dog              | Jane Campion                   |                 |
| Belfast                           | Kenneth Branagh                |                 |
| Dune                              | Denis Villeneuve               |                 |
| The Lost Daughter                 | Maggie Gyllenhaal              |                 |
| West Side Story                   | Steven Spielberg               |                 |
| 2022 (80:e)                       |                                |                 |
| The Fabelmans                     | Steven Spielberg               |                 |
| Avatar: The Way of Water          | James Cameron                  |                 |
| The Banshees of Inisherin         | Martin McDonagh                |                 |
| Elvis                             | Baz Luhrmann                   |                 |
| Everything Everywhere All at Once | Daniel Kwan & Daniel Scheinert |                 |
| 2023 (81:a)                       |                                |                 |
| Oppenheimer                       | Christopher Nolan              |                 |
| Barbie                            | Greta Gerwig                   |                 |
| Killers of the Flower Moon        | Martin Scorsese                |                 |
| Maestro                           | Bradley Cooper                 |                 |
| Past Lives                        | Celine Song                    |                 |
| Poor Things                       | Giorgos Lanthimos              |                 |

## Regissörer med flera vinster
4 vinster:
- Elia Kazan

3 vinster:

- Clint Eastwood
- Miloš Forman
- David Lean
- Martin Scorsese
- Steven Spielberg
- Oliver Stone

2 vinster:

- James Cameron
- Francis Ford Coppola
- Alfonso Cuarón
- William Friedkin
- John Huston
- Ang Lee
- Sam Mendes
- Billy Wilder
- Fred Zinnemann

## Regissörer med flera nomineringar
14 nomineringar:
- Steven Spielberg

10 nomineringar:
- Martin Scorsese

7 nomineringar:
- Clint Eastwood
- Fred Zinnemann

6 nomineringar:
- Francis Ford Coppola
- Sidney Lumet

5 nomineringar:

- Woody Allen
- John Huston
- Stanley Kramer
- Mike Nichols
- Billy Wilder
- Robert Wise
- William Wyler

4 nomineringar:

- Robert Altman
- David Fincher
- Miloš Forman
- Peter Jackson
- Elia Kazan
- Stanley Kubrick
- David Lean
- Ang Lee
- Alexander Payne
- Robert Redford
- Rob Reiner
- Ridley Scott
- Oliver Stone
- Quentin Tarantino
- Peter Weir

3 nomineringar:

- Hal Ashby
- Richard Attenborough
- Bernardo Bertolucci
- James L. Brooks
- James Cameron
- George Cukor
- Alejandro González Iñárritu
- Ron Howard
- James Ivory
- Norman Jewison
- Sam Mendes
- Anthony Minghella
- Vincente Minnelli
- Christopher Nolan
- Alan Parker
- Sydney Pollack
- John Schlesinger
- George Stevens

2 nomineringar:

- Kathryn Bigelow
- Peter Bogdanovich
- John Boorman
- Richard Brooks
- Jane Campion
- George Clooney
- Joel Coen
- Bradley Cooper
- Alfonso Cuarón
- Stephen Daldry
- Bob Fosse
- John Frankenheimer
- William Friedkin
- Mel Gibson
- Roland Joffé
- Spike Lee
- Barry Levinson
- Joshua Logan
- George Lucas
- Baz Luhrmann
- David Lynch
- Joseph L. Mankiewicz
- Martin McDonagh
- Robert Mulligan
- Roman Polański
- Otto Preminger
- Martin Ritt
- David O. Russell
- Mark Rydell
- Steven Soderbergh
- Barbra Streisand
- Peter Yates
- Edward Zwick